# 46 Dywizjon Rakietowy Obrony Powietrznej
46 dywizjon rakietowy Obrony Powietrznej (46. dr OP) – samodzielny pododdział Wojska Polskiego.
Dywizjon  sformowany w 1971 w Choczewie, podlegał dowódcy 4 Gdyńskiej Brygady Rakietowej Obrony Powietrznej. Jednostka rozformowana 28 grudnia 2001.

## Historia
Dywizjon powstał w 1971 roku jako 46 dywizjon ogniowy artylerii rakietowej w składzie 4 Brygady Artylerii Obrony Powietrznej Kraju w Gdyni. Pierwszym uzbrojeniem dywizjonu był przeciwlotniczy zestaw rakiet ziemia – powietrze średniego zasięgu typu S-75 Wołchow.
Pierwsze strzelania bojowe na poligonie w ZSRR dywizjon odbył w marcu 1972 roku, kolejne w latach 1975, 1979, 1987.
Dywizjon wielokrotnie reprezentował brygadę w zawodach o tytuł Mistrzowskiego Dywizjonu Ogniowego. W 1972 roku po raz pierwszy zdobył ten tytuł. Powtórzył w latach 1973–1976. We wrześniu 1986, w finale Zawodów Użyteczno–Bojowych na szczeblu WOPK, reprezentacja dywizjonu zajęła drugie miejsce.
W latach 1992-1996 dywizjon brał udział w ćwiczeniach na poligonie w Ustce (m.in. pod kryptonimem Karat '94, Karat '95, i Szerszeń '96).

W wyniku restrukturyzacji Sił Zbrojnych jednostka została rozformowana 28 grudnia 2001 roku wraz z 4 Brygadą OP.

## Wyposażenie
System rakietowy S-75M "Wołchow" produkcji radzieckiej, w skład którego wchodziły:
- Stacja naprowadzania rakiet – SNR-75W:
  - kabina dowodzenia – UW (Urszula),
  - kabina antenowa – PW (Pelagia),
  - kabina wyliczania współrzędnych – AW (Amelia) – UOW, UWK, RNK, SCR
  - kabina rozdzielcza – RW (Róża),
  - 3 agregaty prądotwórcze – ESD – 100,
  - 3 przyczepy antenowe – szeroka wiązka E, szeroka wiązka B, wąska wiązka i RNK,
  - kabina z ZCZZ – PRM.
- kabina sprzężenia automatycznego systemu dowodzenia WEKTOR-2E – 5F24E (Wiesław),
- 6 wyrzutni SM-90,
- Stacje radiolokacyjne:
  - odległościomierz P-18 (Laura) + 2 agregaty prądotwórcze – AD-10,
  - wysokościomierz PRW-13 (Zofia) + 2 agregaty prądotwórcze – AD-30,
- 15 stojaków na rakiety – PR-1,
- 7 naczep PR-11B – STZ,
- 7 ciągników siodłowych – ZIŁ-157KW,
- 2 naczepy PS-6R,
- 2 ciągniki siodłowe – KRAZ-257E,
- 18 ciągników – Kraz 255B,
- 6 armat plot. 57 mm,
- 6 ciągników STAR 660,
- 30 rakiet 20DSU,
- Zbiorniki z paliwem i utleniaczem,
- 2 PKM – 2,
- 6 zestawów plot. STRZAŁA-2M,
- Ruchomy warsztat WTB – STAR 266,
- 3 samochody ciężarowe – STAR-29B, STAR-29D, STAR-200 z przyczepami,
- 2 samochody osobowo-dostawcze – NYSA-522,
- Samochód sanitarny – NYSA-522S,
- Samochód strażacki – STAR-244,
- Autobus – AUTOSAN-H9,
- Cysterna paliwa – STAR-266 z przyczepą,
- Broń osobista:
  - żołnierzy zawodowych – P-64,
  - żołnierzy służby zasadniczej – kbkAKMS.

## Dowódcy dywizjonu
- 1971-1971 – mjr Władysław Hornik
- 1971-1974 – mjr Franciszek Bujalski
- 1974-1975 – mjr Stefan Bartczak
- 1975-1977 – mjr Stanisław Miodek
- 1978-1983 – kpt. Zygmunt Jaźwiński
- 1983-1984 – kpt. Jan Guzenda
- 1984-1984 – mjr Eugeniusz Sidor
- 1984-1988 – kpt. Bernard Sawicki
- 1988-1989 – ppłk Marian Jaroszewicz
- 1989-1992 – kpt. Janusz Kornaga
- 1992-1993 – kpt. Henryk Hebel
- 1993-1996 – mjr Jan Dziadoń
- 1996-2001 – mjr Wiesław Zawadzki
- 2001-2001 – mjr Mirosław Rogaczewski